# 997-es busz (Budapest)
A budapesti 997-es jelzésű éjszakai autóbusz Rákoskeresztúr és Rákoskert között közlekedett körforgalomban. A vonalat a Budapesti Közlekedési Zrt. üzemeltette.

## Története
A járat 2005. szeptember 1-jén indult.
2009. augusztus 21-én megszűnt, útvonalán a meghosszabbított 990-es busz közlekedik.

## Útvonala
| Rákoskeresztúr, városközpont → Rákoskert → Rákoskeresztúr, városközpont |
| --- |
| Rákoskeresztúr, városközpont vá. – Pesti út – Csabai út – Péceli út – Csaba vezér tér – Zrínyi utca – Kucorgó tér – Zrínyi utca – Rákoskert sugárút – Sáránd utca – Pesti út – Kucorgó tér – Pesti út – Rákoskeresztúr, városközpont vá. |

## Megállóhelyei
| 0  | Rákoskeresztúr, városközpont végállomás | 969, 980, 990, 998 |
| 1  | Ferihegyi út                            | 969, 980, 990, 998 |
| 2  | Szárny utca                             | 969                |
| 3  | Szabadság sugárút                       | 969                |
| 4  | Lemberg utca                            | 969                |
| 4  | Óvónő utca                              |                    |
| 5  | Csaba vezér tér                         | 969                |
| 6  | Csabagyöngye utca                       | 969                |
| 7  | Regélő utca                             | 969                |
| 8  | Császárfa utca                          | 969                |
| 8  | Nagyszentmiklósi út                     | 969                |
| 9  | Kucorgó tér                             | 969                |
| 10 | Rózsaszál utca                          |                    |
| 11 | Rákoskert sugárút                       |                    |
| 12 | Erzsébet körút                          |                    |
| 13 | Sáránd utca                             |                    |
| 13 | Pesti út                                |                    |
| 14 | Aknász utca                             |                    |
| 15 | Alsókörtvélyes utca                     |                    |
| 15 | Olcsva utca                             |                    |
| 16 | Kucorgó tér                             | 969                |
| 17 | Szabadság sugárút                       | 969                |
| 18 | Tápióbicske utca                        | 969                |
| 18 | Sági utca                               | 969                |
| 19 | Oroszvár utca                           | 969                |
| 20 | Mezőtárkány utca                        | 969                |
| 22 | Rákoskeresztúr, városközpont végállomás | 969, 980, 990, 998 |